# Paolo Romani

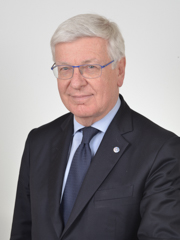
Paolo Romani (2018)

Paolo Romani (* 18. September 1947 in Mailand) ist ein italienischer Politiker (Forza Italia), Unternehmer, Manager und Publizist.
Von 2010 bis 2011 war er Minister für wirtschaftliche Entwicklung im vierten Kabinett Berlusconi.

## Biografie
Nach dem Abitur begann Romani als Redakteur beim lokalen Fernsehen zu arbeiten. Nach Abbruch seines Studiums gründete er 1974 zusammen mit Marco Taradash TVL Radiotelevisione Libera (ehemals Telelivorno), den zweiten Privatsender Italiens. Bis 1976 dessen Präsident. Von 1977 bis 1983 Generaldirektor von Canale 51 (früher Milano TV), von 1983 bis 1985 Generaldirektor von Rete A (beide Fernsehsender waren Eigentum des Verlegers Alberto Peruzzo). Anschließend freier Journalist bei Millecanali, einer monatlichen Zeitschrift für Radio und Fernsehen, ab 1986 Geschäftsführer bei Telelombardia (bis 1990). Im selben Zeitraum auch Kriegsberichterstatter, insbesondere nach der Revolution von 1989 in Rumänien, zu den Kriegen im ehemaligen Jugoslawien und zwischen Iran und Irak. 1990 Gründer und Leiter (bis 1995) von Lombardia 7, einem weiteren Privatsender und sein eigenes Unternehmen, der über Bezahlnummern (144)  auf Programmen wie "Vizi privati" (private Laster) pornografische Inhalte lieferte, der ihn reich machte und wo er seine zweite Frau kennenlernte.
Mit dem Eintritt Silvio Berlusconis in die Politik wurde Romani dank guter Kontakte zu dessen Umfeld als Kandidat für die Wahlen zur Abgeordnetenkammer 1994 im Wahlkreis Cinisello Balsamo für die Forza Italia aufgestellt und zum Abgeordneten gewählt. Von 1994 bis 1996 war er stellvertretender Vorsitzender der Verteidigungskommission, Mitglied der Finanzkommission, des Wahlrates und der Sonderkommission zur Reorganisation von Rundfunk und Fernsehen. Auch in den folgenden Legislaturperioden übernahm Romani Ämter in Kommissionen zu Transport und wirtschaftlicher Entwicklung, bis er 2010 Minister für wirtschaftliche Entwicklung im vierten Kabinett Berlusconi und schließlich 2013 Senator der Republik für die Mitte-Rechts-Partei Il Popolo della Libertà wurde. Mit dem Ende dieser Partei 2013 erfolgte der Eintritt in die Forza Italia und war deren Fraktionsvorsitzender im Senat (für Renato Schifani). 2014 war er Mitglied des Präsidialausschusses der Forza Italia, die er 2020 verlässt. Er beteiligte sich 2021 und 2022 an der Gründung weiterer liberalkonservativer Parteien, denen er beitritt (Corraggio Italia, Italia al Centro, ehem. Cambiamo!).
Über Jahre war Romani konfrontiert mit verschiedenen Gerichtsprozessen (Bankrott des Senders Lombardia 7, Veruntreuung von Spesengeldern der Gemeinde Monza, Veruntreuung von Geldern der Forza Italia, Anstiftung zur Korruption, Entgegennahme von Bestechungsgeldern), weiteren Ermittlungen, Verfahrenseinstellungen und Verurteilungen.

## Privatleben
Wohnhaft in Cusano Milanino, verheiratet in zweiter Ehe mit Patrizia Zea und Vater dreier Kinder.